# Drosophila scopata
Drosophila scopata är en tvåvingeart inom släktet Drosophila och undersläktet Sophophora. Arten fick sin vetenskapliga beskrivning av Ian R. Bock 1976.

## Utbredning
Arten är endemisk för Australien och har hittats i norra Queensland med fynd från Little Mulgrave, Kuranda och Mulgrave River.

## Utseende
Kroppslängden är 2,5 mm.